# Rockmesse
Eine Rockmesse bzw. ein Rockgottesdienst ist ein Gottesdienst oder Jugendgottesdienst, der zu aktuellen Themen mit Rockmusik gestaltet wird.
Ein Rockgottesdienst ist ein Rockkonzert das mehr oder weniger der traditionellen Form der Messe bzw. des Gottesdienstes folgt. Beide „Kulturformen“ ergänzen einander und bilden als Synthese eine eigenständige Form.
In vielen Kirchengemeinden wird „rockmusikalisch“ versucht, zur Ehre Gottes ganz im Sinne der Psalmen 81, 150 und 98 (Singt dem Herrn ein neues Lied!) Gott zu loben, neues interessiertes Publikum anzusprechen und zeitgemäße Gottesdienste für Jugendliche und Erwachsene anzubieten.
Augenzwinkernd kann auch Psalm 18,2 „The Lord is my rock“ als Inspiration für das Konzept Rockgottesdienst benannt werden.
Die musikalischen Stile eines Rockgottesdienstes können unterschiedlich und vielfältig sein. Rock wird hier als Oberbegriff verstanden, der vor allem den Charakter des Gottesdienstes als alternativ, jugendlich und gesellschaftlich engagiert beschreibt. Der Rockgottesdienst steht dem popmusikalisch geprägten Lobpreis (Gottesdienst) formal gegenüber.